# Juan Luis Riado
Juan Luis Riado López (Adra, Almería, España, 24 de julio de 1956) es un exfutbolista español que se desempeñaba como centrocampista.
Actualmente es dueño de una empresa dedicada a la venta golosinas ubicada en el polígono de Son Castelló, en Palma de Mallorca.

## Clubes
| Club              | País   | Año       |
| ----------------- | ------ | --------- |
| Palencia C. F.    | España | 1979-1980 |
| R .C. D. Mallorca | España | 1981-1985 |
| Elche C. F.       | España | 1985-1986 |